# La Sauvetat de Vilanuèva
La Sauvetat de Lèda (en francès La Sauvetat-sur-Lède) és un municipi francès situat al departament d'Òlt i Garona i a la regió de la Nova Aquitània.

## Demografia
| 1962                                       | 1968 | 1975 | 1982 | 1990 | 1999 | 2007 |
| ------------------------------------------ | ---- | ---- | ---- | ---- | ---- | ---- |
| 331                                        | 344  | 317  | 390  | 422  | 452  | 597  |
| Des de 1962: població sense dobles comptes |      |      |      |      |      |      |

## Administració
| Període | Identitat         | Partit |
| ------- | ----------------- | ------ |
| 1995-   | Françoise Laborde | UDF    |